# LEDA 2
LEDA 2는 안드로메다자리 방향으로 약 2억 2,500만 광년 떨어진 나선 은하이다.